# 神戸北野美術館
神戸北野美術館（こうべきたのびじゅつかん）は兵庫県神戸市中央区にある美術館。
歴史的建造物である明治31年（1898年）築の 旧アメリカ領事館官舎を館施設とする。

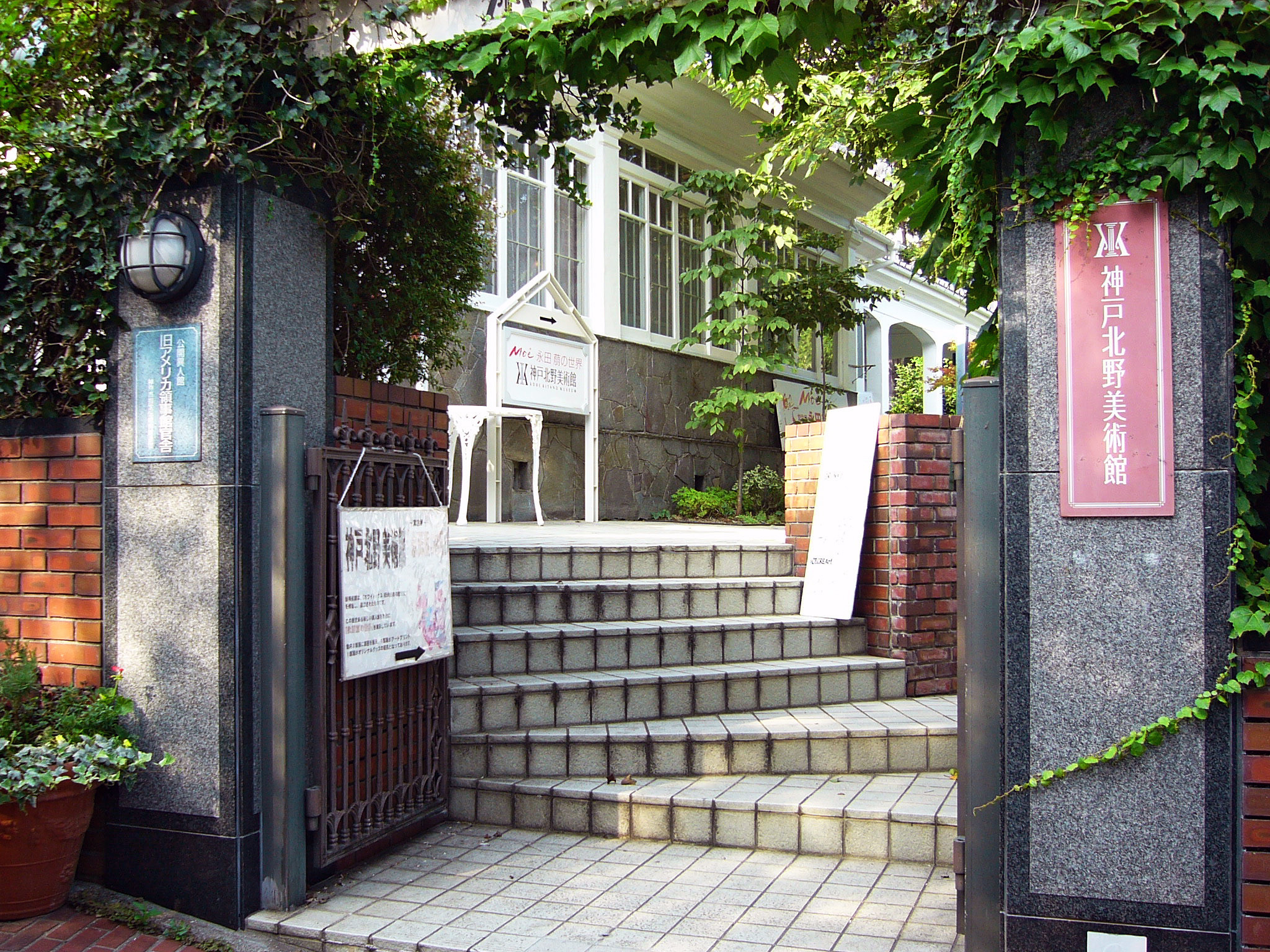
門

## 概要
北野通りに面する石垣上に1898年（明治31年）に建設された異人館で、戦後は1978年（昭和53年）までアメリカ領事館官舎として使用され、その後アールヌーボーのガラス美術を展示した公開異人館「ホワイトハウス」を引き継いで、1996年（平成8年）11月に神戸北野美術館として開館した。
館内は絵本作家永田萌の原画作品を常設展示していたが2010年12月に終了。
2010年12月23日～2011年4月10日まで、猫の墨絵作家中浜稔画伯による「神戸北野の猫たち展」を開催。
2011年4月15日よりモンマルトルの丘の画家たち 〜神戸北野異人館街・パリ市モンマルトル地区 友好交流展〜を開催。

## 建築概要
- 竣工 - 明治31年（1898年）
- 構造 - 主屋+付属屋、木造、寄棟造、桟瓦葺、平屋建 、外壁下見板張（南面はモルタル吹付+平石張に改修）
- 所在地 - 〒650-0002 兵庫県神戸市中央区北野町2-9-6
- 備考 - 北野・山本地区の伝統的建造物－6（指定名称は、「旧アメリカ領事館官舎」）

## 施設概要
- 主屋
  - 展示室
  - ミュージアムショップ
  - カフェスペース
- 付属屋
  - ミュージアムカフェ

## 利用情報
- 開館時間 - 9：30 - 17：30（入館は17：00まで）
- 休館日 - 毎月第3火曜日、8月・12月の最終火曜日
- ひょうごっ子ココロンカード対象施設

## 交通アクセス
- 山陽新幹線 新神戸駅 徒歩10分
- JR 三ノ宮駅 徒歩15分
- 阪急 神戸三宮駅 徒歩15分
- 阪神 神戸三宮駅 徒歩15分
- 地下鉄西神・山手線 三宮駅 徒歩15分
- 地下鉄海岸線 三宮・花時計前駅 徒歩15分
- ポートライナー 三宮駅 徒歩15分
- シティループ 「北野異人館」停留所 徒歩1分

## 周辺情報
- 北野町山本通
  - 旧ドレウェル邸（向かい）
  - ベンの家（向かい）
  - 洋館長屋（向かい）
  - プラトン装飾美術館
  - うろこの家・うろこ美術館
  - 山手八番館（旧サンセン邸）
  - 北野外国人倶楽部（旧ブリューガー邸）
  - 展望塔の家
  - 旧サッスーン邸
  - 旧シャープ住宅
  - 旧トーマス住宅
  - 旧ヒルトン邸